# Microsoft Band
Microsoft Band — снятый с производства смарт-браслет с функциями смарт-часов и отслеживания активности/фитнес-трекера, созданный и разработанный корпорацией Майкрософт. Об этом было объявлено 29 октября 2014 года. Microsoft Band включает в себя функции отслеживания состояния здоровья и ориентированные на здоровье функции и интегрируется со смартфонами на Windows Phone, iOS и Android через соединение Bluetooth. 3 октября 2016 года Microsoft прекратила продажи и разработку линейки устройств. 31 мая 2019 года сопутствующее приложение группы было выведено из эксплуатации, и Microsoft предложила возмещение для клиентов, которые были пожизненными активными пользователями платформы.

## История
Microsoft Band был анонсирован Microsoft 29 октября 2014 года и выпущен ограниченным тиражом в США на следующий день. Первоначально часы продавались исключительно на веб-сайте Microsoft Store и в магазинах розничной торговли; из-за его неожиданной популярности он был распродан в первый день выпуска и был в дефиците в течение сезона праздничных покупок 2014 года. 
Производство было увеличено в марте 2015 года, чтобы увеличить доступность, через несколько месяцев после выпуска Android Wear, но перед Apple Watch. Доступность была расширена в США за счёт розничных продавцов Amazon, Best Buy и Target. 15 апреля 2015 года Microsoft Band был выпущен в Великобритании по цене 169,99 фунтов стерлингов и доступен для покупки через Microsoft Store или у избранных партнёров.

## Характеристики
Microsoft band включает в себя десять датчиков, хотя только восемь были описаны на странице продукта Microsoft:
1. Оптический монитор сердечного ритма
2. Трёхосевой акселерометр
3. Гироскоп
4. GPS
5. Микрофон
6. Датчик внешней освещённости
7. Датчики кожно-гальванической реакции
8. Датчик ультрафиолетового излучения
9. Датчик температуры кожи
10. Ёмкостный датчик

Аккумулятор Band был рассчитан на двухдневную работу при полной зарядке, и устройство частично полагается на сопутствующее приложение Microsoft Health, которое было доступно для операционных систем, начиная с Windows Phone 8.1, Android 4.3+ и iOS 7.1+, если был доступен Bluetooth.
Несмотря на то, что браслет был разработан как фитнес-трекер, он имеет множество функций, похожих на умные часы, таких как встроенные приложения (называемые плитками), такие как упражнения, УФ, будильник и таймер, звонки, сообщения, календарь, Facebook, погода и многое другое.
Band работал с любым устройством Windows Phone 8.1. При сопряжении с устройством, работающим под управлением Windows Phone 8.1 Update 1, Cortana также доступна, хотя некоторые функции по-прежнему требуют прямого использования сопряжённого телефона. Это Update 1 было включено в прошивку Lumia Denim для телефонов Microsoft Lumia. Пользователи могут просматривать последние уведомления на своём телефоне, используя плитку «Центр уведомлений».
Устройство функционировало как способ продвижения программного обеспечения Microsoft и лицензирования его разработчикам и OEM-производителям.